# Victor Michels
Victor Karl Theodor Michels (* 3. Juli 1866 in Staßfurt; † 4. Februar 1929 in Jena) war ein deutscher Germanist.

## Leben
Victor Michels war der Sohn des Fabrikdirektors Friedrich Michels (1835–1872) und dessen Frau Martha Kullak (1847–1921). Nach dem frühen Tod seines Vaters, wuchs er mit zwei weiteren Geschwistern in Berlin auf. 1874 besuchte er das Friedrichsgymnasium, 1876 das Askanische Gymnasium und 1880 das königliche Joachimsthaler Gymnasium. Nach bestandenen Abiturexamen bezog er im Oktober 1884 die Universität Berlin, wo er Studien zur Germanistik, Sprachwissenschaft und zur Philosophie absolvierte. Hierzu besuchte er Vorlesungen bei Paul Deussen, Wilhelm Dilthey, Adolf Kirchhoff, Friedrich Paulsen, Wilhelm Scherer und Heinrich von Treitschke. Nach einem Semester wechselte er im Frühjahr 1885 an die Universität Heidelberg, wo vor allem Karl Bartsch, Kuno Fischer, Ferdinand Holthausen, Wilhelm Ihne, Hermann Osthoff und Fritz Schöll seine Lehrer wurden. Hier war er ein Jahr lang Mitglied des germanistisch romanischen Seminars. Im Herbst 1886 setzte er seine Studien an der Universität Leipzig fort wo Wilhelm Arndt, Karl von Bahder, Karl Brugmann, Rudolf Hildebrand, Georg Rudolf Koegel, Heinrich Koerting, August Leskien, Robert Scholwin (* 3. Juni 1850 in Leipzig; † 1. Mai 1929 ebd.), Anton Springer, Friedrich Heinrich Hermann Techmer (* 14. September 1843 in Pollnow; † 8. Januar 1891 in Charlottenburg), Ernst Windisch,  Wilhelm Anton Wollner (* 18. November 1851 in Moskau; 14. Dezember 1902 in Leipzig) und Friedrich Zarncke seine Ausbildung prägten.
In Leipzig war er ein Jahr lang Mitglied am königlich deutschen Seminar und ein Jahr lang Mitglied der grammatikalischen Gesellschaft. 1889 promovierte er in Leipzig mit der Arbeit „Zum Wechsel des Nominalgeschlechts im Deutschen“ zum Doktor der Philosophie. 1892 habilitierte er sich als Privatdozent an der Universität Göttingen und ging 1895 als Nachfolger von Friedrich Kaufmann als ordentlicher Professor der deutschen Philologie und Literatur und Direktor des deutschen Seminars an die Universität Jena. Hier wurde er 1908 zum Geheimen Hofrat ernannt, war 1916/17 Rektor der Salana, wurde Mitglied des Vereins für Thüringische Geschichte und wurde 1896 Mitglied der Thüringischen Historischen Kommission. Er war Mitherausgeber der Germanisch-Romanischen Monatsschrift und wurde am 23. Februar 1925 Mitglied der Sächsischen Akademie der Wissenschaften in Leipzig. Michels arbeitete an einem Wörterbuch der Thüringischen Mundart, veröffentlichte mehrere Aufsätze zur Reformationszeit und Abhandlungen zur Weimarer Klassik, sowie Romantik. So zum Beispiel gab er Clemens Brentanos Romanzen von Rosenkranz, Thomas Morus Utopia und Johann Wolfgang von Goethes Iphigenie heraus.
Michels verheiratete sich 1895 mit Rosa Wagner (1872–1930), die Tochter des Professors für Geographie in Göttingen Hermann Wagner. Aus der Ehe stammt eine Tochter.

## Schriften (Auswahl)
- Zum Wechsel des Nominalgeschlechts im Deutschen. Leipzig 1889 (Online), Straßburg 1896
- Studien über die ältesten deutschen Fastnachtspiele. Straßburg 1896
- Mittelhochdeutsches Elementarbuch. Heidelberg 1900, Heidelberg 1912; 4. Auflage ebenda 1921.
- Zu Schillers Gedächtnis. Jena 1905
- Anleitung zur Sammlung des Stoffes für ein thüringisches Wörterbuch. Jena 1908
- Goethe und Jena. Jena 1916
- Über Begriff und Aufgaben der deutschen Philologie. Jena 1917